# Redouane Kerrouche
Redouane Kerrouche, né le 26 avril 1994 à Noisy-le-Sec (Seine-Saint-Denis), est un footballeur français. Il évolue au poste de milieu relayeur à l'US Le Pays du Valois en National 3. 

## Biographie
Avec le club du Paris FC, il joue 37 matchs en Ligue 2, inscrivant trois buts.